# Rochetoirin
Rochetoirin település Franciaországban, Isère megyében. Lakosainak száma 1102 fő (2022. január 1.). Rochetoirin Cessieu, Montcarra, Ruy-Montceau és Saint-Jean-de-Soudain községekkel határos.

## Népesség
A település népessége az elmúlt években az alábbi módon változott:
| Lakosok száma | 361  | 518  | 671  | 980  | 1096 | 1115 | 1116 | 1090 | 1094 | 1102 |
|               | 1968 | 1982 | 1990 | 2006 | 2013 | 2015 | 2017 | 2019 | 2020 | 2022 |

## Testvérvárosok
- Aspach-le-Haut, Franciaország